# Thesium brachyphyllum
Thesium brachyphyllum là một loài thực vật có hoa trong họ Santalaceae. Loài này được Boiss. miêu tả khoa học đầu tiên năm 1844.